# Papillacarus chamartinensis
Papillacarus chamartinensis är en kvalsterart som beskrevs av Pérez-Íñigo 1967. Papillacarus chamartinensis ingår i släktet Papillacarus och familjen Lohmanniidae. Inga underarter finns listade i Catalogue of Life.